# Vermentino di Gallura
Vermentino di Gallura is een droge witte wijn uit het noorden van het Italiaanse eiland Sardinië. Het is de eerste en tot nu toe enige wijn uit Sardinië die de DOCG status kreeg. De wijn ontving deze status in 1996.

## Toegestane druivensoorten
De wijn bestaat voor minimaal 95% uit Vermentino.

## Kenmerken
Als de wijn op de markt gebracht wordt voor consumptie moet ze de volgende kenmerken hebben:
- Kleur: licht strogeel met groene tinten.
- Geur: intense, subtiele geur.
- Smaak: zacht, alcoholische, licht bittere afdronk.

## Productie
Het productiegebied bestaat uit:
- het gehele grondgebied van de gemeenten Aggius, Aglientu, Arzachena, Berchidda, Badesi, Bortigadas, Calangianus, Golfo Aranci, Loiri Porto San Paolo, Luogosanto, Luras, Monti, Olbia, Oschiri, Palau, s. Antonio di Gallura, s. Teresa di Gallura, Telti, Tempio Pausania, Trinità d Agulto, Viddalba (SS) in provincie Sassari
- het gehele grondgebied van de gemeenten Budoni en San Teodoro, in de provincie Nuoro.

Bij nieuwe aanplant of herbeplanting worden er minimaal 3.250 wijnstokken per hectare aangeplant.
De opbrengst mag niet meer dan 10 ton per hectare bedragen voor de gewone en 9 ton voor de Superiore.
Het alcoholgehalte bedraagt minimaal 11% voor de gewone en 12% voor de Superiore.

## Wijn-spijs combinaties
Het is een wijn die flink gekoeld (tot 6 °C) als aperitiefwijn gedronken wordt. Daarnaast drinkt men deze wijn bij gebakken vis, schaal- en schelpdieren, risotto en pasta's met vissauzen, omeletten en verse pecorino.